# Plural Servicepool
Die PLURAL servicepool GmbH mit Sitz in Laatzen ist ein infrastrukturelles Dienstleistungsunternehmen auf dem Gebiet Cleaning, Catering, Gebäudemanagement, Health Care, Personalservice, Security, Sterilgutversorgung und Weiterbildung. Das Unternehmen gehört seit dem 1. Januar 2009 zur Compass Group Deutschland GmbH.
Plural  hat 20 Niederlassungen und Standortbüros in Deutschland und beschäftigt rund 5.800 Mitarbeiter (Stand: Juli 2008). Der Umsatz liegt bei 106,6 Mio. € (2007: 95,6 Mio. €). Geschäftsführer sind Musa Ciftci und Peter Schmidt.

## Gründung und Firmengeschichte

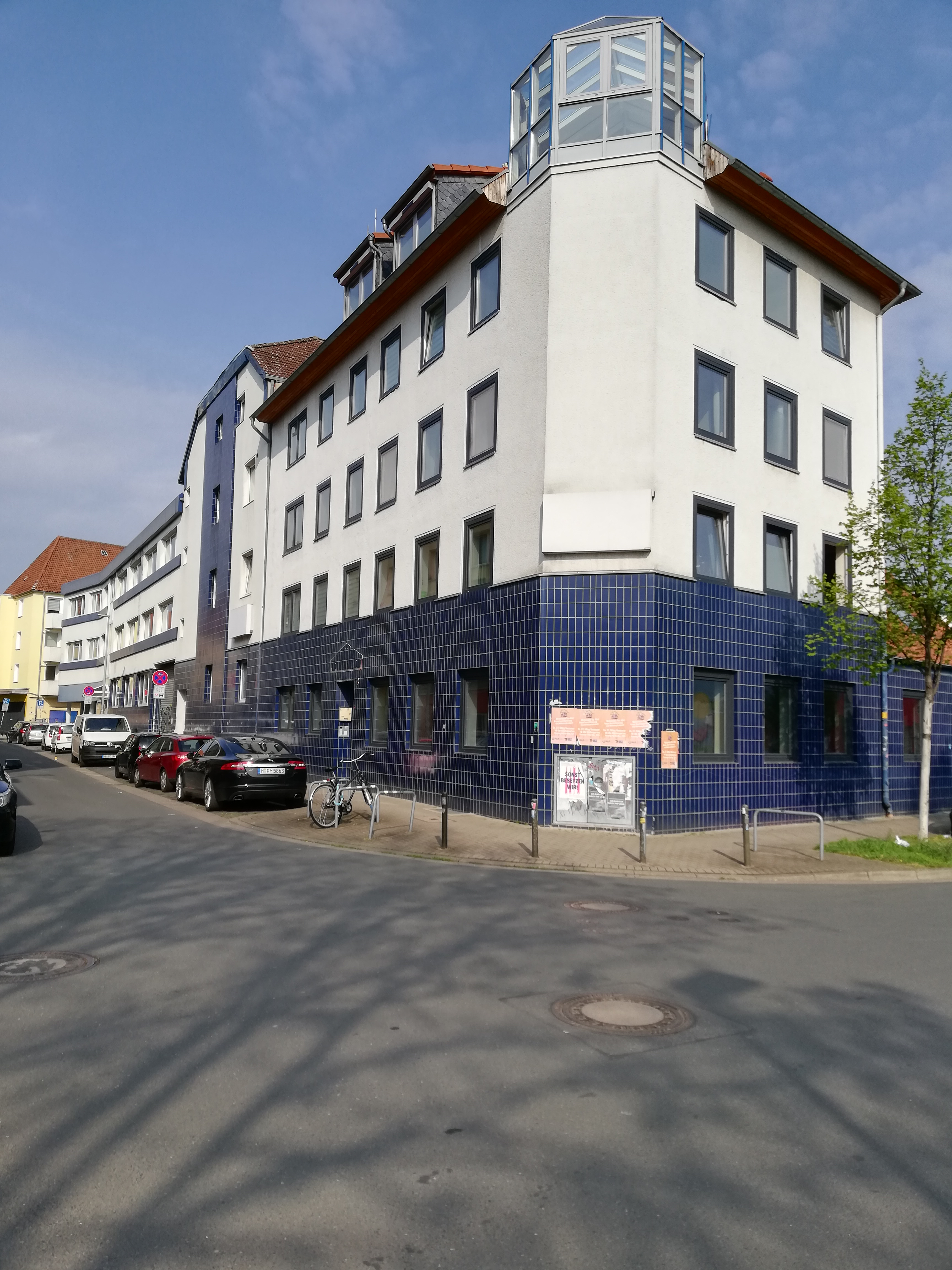
In dem Gebäudekomplex Gerhardtstraße 3-5 in der Nordstadt von Hannover hatte „Blitz Blank“ seinen Sitz unter der Hausnummer 3

Plural servicepool wurde 1917 als „Hannöversches Glas- und Parkettreinigungsinstitut“ von Heinrich Becker gegründet.
1936 nahm das Unternehmen das Spezialgebiet der Krankenhausreinigung in das Dienstleistungsangebot mit auf. In den 1950er Jahren bot das Unternehmen unter dem Namen „Blitz Blank“ Dienstleistungen auf dem Gebiet der Gebäudereinigung an.
Laut dem Adressbuch der Hauptstadt Hannover von 1962 war die „Blitz Blank Spezialunternehmen für Gebäudereinigung G.m.b.H“ Eigentümerin des Hauses Gerhardtstraße 3 in der Nordstadt von Hannover.
1965 wurde in Göttingen die erste Niederlassung gegründet; weitere Niederlassungen folgten.
1978 wurde das Leistungsspektrum um den Bereich „Objektschutz“ erweitert.
1986 wurde Jürgen Thomas neuer Geschäftsführer. Das Unternehmen firmierte zu Plural servicepool. 
Noch 1991 befand sich die Hauptverwaltung in der hannoverschen Nordstadt.
1994 gründete die Plural-Geschäftsführung auf Initiative von Mitarbeitern den Verein Vitus e.V. zur Unterstützung hilfsbedürftiger Menschen.
2005 gründet das Unternehmen zusammen mit den Unternehmern und Geschäftsleuten aus der Region Hannover den Verein Aktion Sonnenstrahl e.V. Der Verein bietet Kindern in sozial schwachen Stadtteilen in Hannover einen kostenfreien Mittagstisch und unterstützt Spiel- und Bastelmöglichkeiten, Hausaufgabenhilfe u. a.
2009 wurde die PLURAL-Gruppe (ohne Österreich) durch die Compass Group übernommen.

## Unternehmensgruppe
Zur Unternehmensgruppe gehören neben der Plural servicepool GmbH u. a. die Plural servicepool GmbH & Co. Catering KG, Plural Gebäudemanagement GmbH, Plural security GmbH und Plural industry GmbH sowie die orgaMed Betriebsgesellschaft für Zentralsterilisationen mbH & Co. KG. Darüber hinaus ist das Unternehmen an Servicegesellschaften in steuerlicher Organschaft beteiligt, wie z. B. an der Servicezentrum Greifswald GmbH (SZG).

## Sponsoring/Partnerschaften
Das Unternehmen ist Sponsor verschiedener Vereine mit Schwerpunkt auf der Sportart Handball. 
Das Unternehmen unterstützt den TBV Lemgo, den HSV Hamburg und den MT Melsungen.